# Quartinia atra
Quartinia atra är en stekelart som beskrevs av Schulthess 1929. Quartinia atra ingår i släktet Quartinia och familjen Masaridae. Inga underarter finns listade i Catalogue of Life.